# Lluïsa Julià i Capdevila
Lluïsa Julià i Capdevila (Barcelona, 2 de febrer de 1958) és una escriptora, crítica literària i professora catalana. Des de l'abril de 2022 fins febrer de 2025 exercí com a directora de Revista de Catalunya.
En la seva tasca com a assagista, destaca com a estudiosa de la vida i obra de Joaquim Ruyra, de la literatura modernista i especialment de la literatura escrita per dones, entre les quals Maria Àngels Anglada, Maria-Mercè Marçal, Maria-Antònia Salvà, Montserrat Abelló o Felicia Fuster, entre d'altres.

## Trajectòria
Catedràtica de Llengua i Literatura Catalana (1982) i doctora en Literatura Catalana (1990) per la UB, ha estat becada a Gran Bretanya i a l'americana Universitat Yale per a fer estudis literaris.
Com a investigadora i estudiosa de la literatura catalana moderna i contemporània és especialista en l'obra de Joaquim Ruyra, i com a tal l'any 2003 participà en l'organització de l'Any Ruyra. També se li deu el primer assaig complet de la narrativa de Maria Àngels Anglada, i també la primera biografia de la poeta Maria-Mercè Marçal.
Col·labora en desenes de diaris i publicacions especialitzades, entre els quals els diaris Avui i El País, les revistes científiques i culturals com Els Marges, Reduccions, Randa, Serra d'Or, El Temps, Revista de Catalunya –de la qual és directora des de juliol de 2022.
Ha estat guardonada amb la Beca Miquel Martí i Pol, de la Fundació Valvi, 2008; el Premi d'assaig Quima Jaume de 1995, i Recull-Alba de Prima, 1991.
Entre els anys 2001 i 2009 fou secretària general de l'Associació d'Escriptors en Llengua Catalana i participà en la Junta Nacional d'Òmnium Cultural de 2010 a 2015. Des de 2021 és vicepresidenta primera de l'Ateneu Barcelonès. L'abril de 2022 assumí la direcció de Revista de Catalunya fins el 2025, i es convertí en la primera dona que exercia el càrrec de directora de la publicació.

## Obra destacada
- Joaquim Ruyra, narrador (1992).
- Epistolari de Joaquim Ruyra (1995).
- Biografia de Joaquim Ruyra (1995, Premi Quima Jaume d'assaig).
- Viatge a Orient. Maria Antònia Salvà. A cura de Lluïsa Julià. Barcelona: PAM, 1998.
- Paisatge emergent. Trenta poetes catalanes del segle XX . A cura de Lluïsa Julià i altres. Barcelona: La Magrana, 1999.
- Vosaltres, paraules. Vint-i-cinc anys de poesia al País Valencià. Ed. de Lluïsa Julià i Teresa Pascual. Alzira: Bromera, 2003.
- Tradició i orfenesa. Palma: Lleonard Muntaner, 2007.
- Maria-Mercè Marçal. Una vida. Barcelona: Galaxia-Gutenberg, 2017.
- Entre floricultores. Antologia poètica. Maria Antònia Salvà. Edició de Lluïsa Julià. València: Vincle, 2021.